# Lista över spanska koloniala krig i Marocko
Det har varit flera spanska koloniala krig i Marocko eller spansk-marockanska krig:
- Erövringen av Melilla (1497)
- Spansk-marockanska kriget (1859–1860)
- Första Melillakriget (1893–94)
- Rifkrigen (1909–1927)
  - Andra Melillakriget (1909–11)
  - Tredje Melillakriget (1911–12)
  - Rifkriget (1921–1926)
- Ifnikriget (1957–58)